# قرار مجلس الأمن التابع للأمم المتحدة رقم 324
اعتمد قرار مجلس الأمن التابع للأمم المتحدة رقم 324 في 12 ديسمبر 1972، بعد التأكيد على القرارات السابقة بشأن هذا الموضوع، مدد المجلس ولاية قوة الأمم المتحدة لحفظ السلام في قبرص لفترة أخرى تنتهي في 15 يونيو 1973. كما دعا المجلس الأطراف المعنية مباشرة إلى مواصلة العمل بأقصى درجات ضبط النفس والتعاون الكامل مع قوة حفظ السلام.
تم تمرير القرار بأغلبية 14 صوتاً، بينما امتنعت جمهورية الصين الشعبية عن التصويت.